# Viva Las Vegas
„Viva Las Vegas“ je píseň rock and rollového zpěváka Elvise Presleyho, vydaná v roce 1964. Píseň nejvíce proslavila skupina ZZ Top. Také ji předělali interpreti jako Dead Kennedys, Bruce Springsteen, Stray Cats, Nina Hagen, Michal Tučný a mnoho dalších.